# John O’Connor (lekkoatleta)
John O’Connor (ur. 1 sierpnia 1894 w Killarney, zm. 10 października 1977 w Dublinie) – irlandzki lekkoatleta, olimpijczyk.
Wziął udział w Letnich Igrzyskach Olimpijskich 1924 w Paryżu, gdzie wystartował w jednej konkurencji. Z wynikiem 13,99 m zajął 10. miejsce w trójskoku (startowało 20 trójskoczków).
Mistrz Irlandii w skoku wzwyż (1924), skoku w dal (1925) i trójskoku (1921, 1924, 1925). Od początku lat 10. XX wieku był członkiem Królewskiej Policji Irlandii – służbę pełnił w Królewskiej Policji Ulsteru. W 1951 roku odszedł na emeryturę jako naczelnik policji w hrabstwie Antrim (po niespełna 39 latach pracy w zawodzie).
Rekord życiowy w trójskoku – 14,45 m (1925).